# International Motorsports Hall of Fame

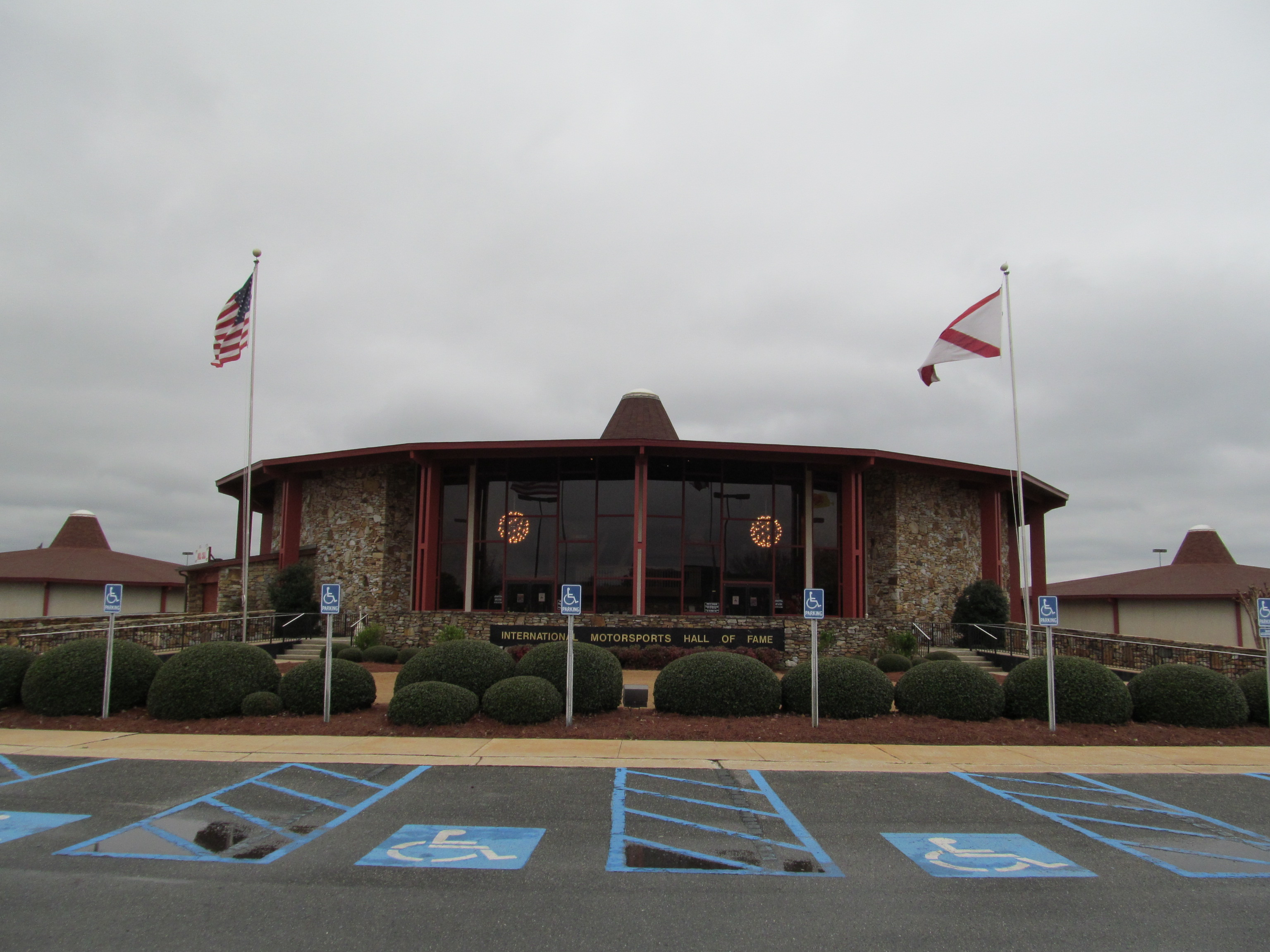
International Motorsports Hall of Fame

De International Motorsports Hall of Fame is een autosport museum in Talladega, Alabama. Het is gevestigd naast een superspeedway. Het museum werd in 1992 opgericht door Bill France Senior, medeoprichter van de NASCAR series. Elk jaar wordt er een aantal mensen uit de autosport toegelaten tot de Hall of Fame. Dat kunnen zowel autocoureurs, teameigenaren, autobouwers of ingenieurs zijn. Voorwaarde is een grote verdienste te hebben gehad in de autosport en minstens vijf jaar de actieve loopbaan in de sport achter zich te hebben. Een jury van 150 mensen beslist elk jaar wie er als lid opgenomen wordt.
De meeste leden die opgenomen werden in de Hall of Fame zijn afkomstig uit de Verenigde Staten, maar er zijn ook leden ingehuldigd uit Europa (zie onder), Zuid-Amerika (Juan Manuel Fangio, Emerson Fittipaldi, Nelson Piquet en Ayrton Senna), Australië (Jack Brabham) en Nieuw-Zeeland (Bruce McLaren en Denny Hulme).
Bekende Amerikaanse coureurs uit de Champ Car series die in de Hall of Fame als lid zijn opgenomen zijn onder meer Mario Andretti, A.J. Foyt, Rick Mears, Bobby Rahal en Al Unser.

## Lijst Europese leden van de Hall of Fame
| Huldiging | Persoon           | Datum           |
| --------- | ----------------- | --------------- |
| 1992      | Alberto Ascari    | * 1918 - † 1955 |
| 2002      | Ettore Bugatti    | * 1881 - † 1947 |
| 2001      | Ken Miles         | * 1918 - † 1966 |
| 1990      | Malcolm Campbell  | * 1885 - † 1948 |
| 1998      | Rudolf Caracciola | * 1901 - † 1959 |
| 1994      | Colin Chapman     | * 1928 - † 1982 |
| 1990      | Jim Clark         | * 1936 - † 1968 |
| 1994      | Enzo Ferrari      | * 1898 - † 1988 |
| 2001      | Mike Hailwood     | * 1940 - † 1981 |
| 1996      | Donald Healey     | * 1898 - † 1988 |
| 1990      | Graham Hill       | * 1929 - † 1975 |
| 1996      | Jacky Ickx        | * 1945          |
| 1993      | Niki Lauda        | * 1949 - † 2019 |
| 2005      | Nigel Mansell     | * 1953          |
| 1990      | Stirling Moss     | * 1929 - † 2020 |
| 1998      | Tazio Nuvolari    | * 1892 - † 1953 |
| 1996      | Ferdinand Porsche | * 1875 - † 1951 |
| 1999      | Alain Prost       | * 1955          |
| 1990      | Jackie Stewart    | * 1939          |
| 1996      | John Surtees      | * 1934 - † 2017 |
|           |                   |                 |